# NK Hrastnik
Nogometni klub Hrastnik slovenski je nogometni klub iz Hrastnika, grada u Štajerskoj, odnosno Zasavlju. Trenutno se natječe samo u omladinskom sektoru.
Klub je osnovan 1924. godine, a današnje ime dobila je 1964. godine, zahvaljujući spajanju ŠD Rudar i NK Bratstvo. Tijekom 1960-ih natjecao se u Slovenskoj zoni, u to vrijeme trećoj ligi jugoslavenskog nogometnog sustava.

## Prvenstva
| Sezona    | Razred                          | Liga                            | Broj momčadi                    | Mjesto                          |
| --------- | ------------------------------- | ------------------------------- | ------------------------------- | ------------------------------- |
| 1964.     | Spajanje ŠD Rudar i NK Bratstvo | Spajanje ŠD Rudar i NK Bratstvo | Spajanje ŠD Rudar i NK Bratstvo | Spajanje ŠD Rudar i NK Bratstvo |
| 1964./65. | III.                            | Slovenska zona                  | 14                              | 13.                             |
| 1965./66. | IV.                             | Zonska liga Zapad               | ?                               | ?                               |
| 1966./67. | IV.                             | Zonska liga Zapad               | 12                              | 2.                              |
| 1967./68. | III.                            | Slovenska zona                  | 12                              | 12.                             |
| 1968./69. | III.                            | Slovenska zona                  | 12                              | 12.                             |

## Vanjske poveznice
- Službena web stranica kluba
- Športni park na Logu